# Saint-Léon-sur-l'Isle
Saint-Léon-sur-l'Isle é uma comuna francesa na região administrativa da Nova Aquitânia, no departamento Dordonha. Estende-se por uma área de 14,76 km². Em 2010 a comuna tinha 2 053 habitantes (densidade: 139,1 hab./km²).